# ATC-kod G03: Könshormoner
ATC-kod G03: Könshormoner är en del av klassificeringssystemet ATC (Anatomical Therapeutic Chemical Classification System) för läkemedel och vissa andra medicinska produkter. ATC utvecklas av WHO och består av alfanumeriska koder indelade i grupper utifrån anatomi, medicinsk funktion och läkemedelstyp på 5 olika kodnivåer. Denna sida utgör innehållet i en specifik grupp på nivå 2.

## G03AAntikonceptionellamedel

### G03AAGestagenerochöstrogener
G03AA01 Etynodiol och östrogen
G03AA02 Kvingestanol och östrogen
G03AA03 Lynestrenol och östrogen
G03AA04 Megestrol och östrogen
G03AA05 Noretisteron och östrogen
G03AA06 Norgestrel och östrogen
G03AA07 Levonorgestrel och östrogen
G03AA08 Medroxiprogesteron och östrogen
G03AA09 Desogestrel och östrogen
G03AA10 Gestoden och östrogen
G03AA11 Norgestimat och östrogen
G03AA12 Drospirenon och östrogen
G03AA13 Norelgestromin och östrogen

### G03ABGestagenerochöstrogener, sekvenspreparat
G03AB01 Megestrol och östrogen
G03AB02 Lynestrenol och östrogen
G03AB03 Levonorgestrel och östrogen
G03AB04 Noretisteron och östrogen
G03AB05 Desogestrel och östrogen
G03AB06 Gestoden och östrogen
G03AB07 Klormadinon och östrogen

### G03ACGestagener
G03AC01 Noretisteron
G03AC02 Lynestrenol
G03AC03 Levonorgestrel
G03AC04 Kvingestanol
G03AC05 Megestrol
G03AC06 Medroxiprogesteron
G03AC07 Norgestrienone
G03AC08 Etonogestrel
G03AC09 Desogestrel

## G03BAndrogener

### G03BA 3-oxandrostenderivat
G03BA01 Fluoximesteron
G03BA02 Metyltestosteron
G03BA03 Testosteron

### G03BB 5-androstanonderivat
G03BB01 Mesterolon
G03BB02 Androstanolon

## G03CÖstrogener

### G03CA Naturliga och halvsyntetiska östrogener
G03CA01 Etinylöstradiol
G03CA03 Östradiol
G03CA04 Östriol
G03CA06 Klortrianisen
G03CA07 Östron
G03CA09 Promestrien
G03CA53 Östradiol, kombinationer
G03CA57 Östrogena substanser konjugerade

### G03CB Syntetiska östrogener
G03CB01 Dienöstrol
G03CB02 Dietylstilbestrol
G03CB03 Metallenestril
G03CB04 Moxestrol

### G03CC Östrogener, kombinationer
G03CC02 Dienöstrol
G03CC03 Metallenöstrol
G03CC04 Östron
G03CC05 Dietylstilbestrol
G03CC06 Östriol

### G03CX Övriga östrogener
G03CX01 Tibolon

## G03DGestagener(progestogener)

### G03DAPregnenderivat
G03DA01 Gestonoron
G03DA02 Medroxiprogesteron
G03DA03 Hydroxiprogesteron
G03DA04 Progesteron

### G03DBPregnadienderivat
G03DB01 Dydrogesteron
G03DB02 Megestrol
G03DB03 Medrogeston
G03DB04 Nomegestrol
G03DB05 Demegeston
G03DB06 Klormadinon
G03DB07 Promegeston

### G03DCEstrenderivat
G03DC01 Allylestrenol
G03DC02 Noretisteron
G03DC03 Lynestrenol
G03DC04 Etisteron
G03DC05 Tibolon
G03DC06 Etynodiol
G03DC31 Metylestrenolon

## G03EAndrogeneroch kvinnligakönshormoner, kombinationer

### G03EA Androgener ochöstrogener
G03EA01 Metyltestosteron och östrogen
G03EA02 Testosteron och östrogen
G03EA03 Prasteron och östrogen

### G03EB Androgener,gestagenerochöstrogener, kombinationer
Inga undergrupper.

### G03EK Androgener och kvinnliga könshormoner i kombination med andra medel
G03EK01 Metyltestosteron

## G03FGestageneri kombination medöstrogener

### G03FA Gestagener i kombination med östrogener
G03FA01 Noretisteron och östrogen
G03FA02 Hydroxyprogesteron och östrogen
G03FA03 Etisteron och östrogen
G03FA04 Progesteron och östrogen
G03FA05 Metylnortestosteron och östrogen
G03FA06 Etynodiol och östrogen
G03FA07 Lynestrenol och östrogen
G03FA08 Megestrol och östrogen
G03FA09 Noretynodrel och östrogen
G03FA10 Norgestrel och östrogen
G03FA11 Levonorgestrel och östrogen
G03FA12 Medroxyprogesteron och östrogen
G03FA13 Norgestimat och östrogen
G03FA14 Dydrogesteron och östrogen
G03FA15 Dienogest och östrogen
G03FA16 Trimegeston och östrogen
G03FA17 Drosperinon och östrogen

### G03FB Gestagener i kombination med östrogener, sekvenspreparat
G03FB01 Norgestrel och östrogen
G03FB02 Lynestrenol och östrogen
G03FB03 Klormadinon och östrogen
G03FB04 Megestrol och östrogen
G03FB05 Noretisteron och östrogen
G03FB06 Medroxyprogesteron och östrogen
G03FB07 Medrogeston och östrogen
G03FB08 Dydrogesteron och östrogen
G03FB09 Levonorgestrel och östrogen
G03FB10 Desogestrel och östrogen
G03FB11 Trimegeston och östrogen

## G03GGonadotropineroch andraovulationsstimulerandemedel

### G03GA Gonadotropiner
G03GA01 Koriongonadotropin
G03GA02 Menopausgonadotropin
G03GA03 Gonadotropin serum
G03GA04 Urofollitropin
G03GA05 Follitropin alfa
G03GA06 Follitropin beta
G03GA07 Lutropin alfa
G03GA08 Koriongonadotropin alfa

### G03GB Övriga ovulationsstimulerande medel
G03GB01 Cyklofenil
G03GB02 Klomifen
G03GB03 Epimestrol

## G03HAntiandrogener

### G03HA Antiandrogener
G03HA01 Cyproteron

### G03HB Antiandrogener ochöstrogener
G03HB01 Cyproteron och östrogen

## G03X Övrigakönshormoner

### G03XAGonadotropinhämmareoch liknande medel
G03XA01 Danazol
G03XA02 Gestrinon

### G03XBProgesteronhämmare
G03XB01 Mifepriston

### G03XC Selektivaöstrogenreceptormodulatorer
G03XC01 Raloxifen

### Engelska
- WHO Collaborating Centre for Drug Statistics Methodology - ATC Index
- WHO Collaborating Centre for Drug Statistics Methodology - ATCvet Index

### Svenska
- SIL online
- FASS.se - ATC
- FASS.se - Veterinär-ATC
- Sök läkemedelsfakta - Läkemedelsverket
- Socialstyrelsen : Klassifikationer
- Nationellt produktregister för läkemedel - NPL